# Cochlearia groenlandica
Espèce
Cochlearia groenlandica, la Cochléaire du Groenland, est une espèce de plantes à fleurs de la famille des Brassicacées.

## Description
La Cochléaire du Groenland pousse de manière solitaire. La taille des plantes individuelles variant entre 1 et 2 centimètres et 15 à 20 centimètres de diamètre. Les fleurs sont blanches ou violet pâle et mesurent entre 3 et 6 millimètres de diamètre. 

## Floraison
La plante fleurit entre juin et août. 

## Habitat
La cochléaire du Groenland pousse sur les terrains découverts, généralement les plages, les zones de marée, les sols de gravier ou de sable et les sites de nidification des oiseaux sur les plaines de boue. 

## Aire de répartition
Son aire de répartition est circumpolaire, et elle est présente dans toutes les grandes régions arctiques. En Amérique du Nord, son aire de répartition s'étend du Canada et de l'Alaska à l'Oregon, et on l'a trouvée jusqu'en Californie,.